# إميلي سكوت
إميلي سكوت (بالإنجليزية: Emily Scott)‏ هي عارضة أسترالية، ولدت في 1983 في كانبرا في أستراليا.

## وصلات خارجية
- الموقع الرسمي
- إميلي سكوت على موقع IMDb (الإنجليزية)
- إميلي سكوت على موقع دليل عارضات الأزياء (الإنجليزية)